# Arnstorf
Arnstorf è un comune tedesco di 6 655 abitanti, situato nel land della Baviera.